# Randy Jones
Randolph Edward Jones (* 13. září 1952 Raleigh) je americký disco a popový zpěvák, známý především jako kovboj ze skupiny Village People, ve které působil v letech 1977 až 1980 a znovu v letech 1987 až 1990.

## Životopis
Narodil se 13. září roku 1952 v Raleigh. Studoval na North Carolina School of the Arts než se přestěhoval se do New Yorku. V květnu roku 2004 se v jednom z newyorských klubů oženil se svým přítelem Willem Gregou. Sňatek nebyl v té době právně závazný, protože stejnopohlavní manželství nebylo ve státě tehdy uznáváno. Dvojice spolu v roce 1996 vydala knihu s názvem Out Sounds: The Gay and Lesbian Music Alternative, kterou vydalo nakladatelství Sounds.
V letech 1977 až 1980 a znovu v letech 1987 až 1990 působil v hudební skupině Village People, ve které ztvárnil postavu kovboje. V roce 2007 vydal sólové album Ticket to the World.
V roce 2009 se objevil v klipu k písni „Too Many Dicks“ v seriálu Flight of the Conchords. V roce 2011 se objevil ve videohře Postal III.
V roce 2014 si zahrál v muzikálu The Anthem. V roce 2017 vydal první singl „Hard Times“ z alba Still Makin' Noise. Singl zaznamenal velký komerční úspěch.